# Brasiliens Grand Prix 1982
Brasiliens Grand Prix 1982, officiellt X Grande Prêmio do Brasil, var en Formel 1-tävling som hölls den 21 mars 1982 på Autodromo de Jacarepagua i Rio de Janeiro i Brasilien. Det var det andra av 16 lopp ingående i Formel 1-säsongen 1982 och kördes över 62 varv. Detta var det andra av sammanlagt tio grand prix som kom att köras på Jacarepaguabanan i Rio. Loppets vinnare blev, efter att Nelson Piquet och Keke Rosberg som kommit etta respektive tvåa i loppet diskvalificerats, Alain Prost för Renault, tvåa blev John Watson för McLaren, och trea blev Nigel Mansell för Lotus.

## Resultat
| Pos.    | Nr. | Förare             | Konstruktör     | Varv | Tid/Bröt              | Grid | Poäng |
| ------- | --- | ------------------ | --------------- | ---- | --------------------- | ---- | ----- |
| 1       | 15  | Alain Prost        | Renault         | 63   | 1:44:33.134           | 1    | 9     |
| 2       | 7   | John Watson        | McLaren-Ford    | 63   | + 2.990               | 12   | 6     |
| 3       | 12  | Nigel Mansell      | Lotus-Ford      | 63   | + 36.859              | 14   | 4     |
| 4       | 3   | Michele Alboreto   | Tyrrell-Ford    | 63   | + 50.761              | 13   | 3     |
| 5       | 9   | Manfred Winkelhock | ATS-Ford        | 62   | + 1 Varv              | 15   | 2     |
| 6       | 28  | Didier Pironi      | Ferrari         | 62   | + 1 Varv              | 8    | 1     |
| 7       | 4   | Slim Borgudd       | Tyrrell-Ford    | 61   | + 2 Varv              | 21   |       |
| 8       | 17  | Jochen Mass        | March-Ford      | 61   | + 2 Varv              | 22   |       |
| 9       | 31  | Jean-Pierre Jarier | Osella-Ford     | 60   | + 3 Varv              | 23   |       |
| 10      | 30  | Mauro Baldi        | Arrows-Ford     | 57   | + 6 Varv              | 19   |       |
| DSQ     | 1   | Nelson Piquet      | Brabham-Ford    | 63   | Bilen vägde för litea | 7    |       |
| DSQ     | 6   | Keke Rosberg       | Williams-Ford   | 63   | Bilen vägde för litea | 3    |       |
| Bröt    | 10  | Eliseo Salazar     | ATS-Ford        | 38   | Motor                 | 18   |       |
| Bröt    | 20  | Chico Serra        | Fittipaldi-Ford | 36   | Hjulupphängning       | 25   |       |
| Bröt    | 2   | Riccardo Patrese   | Brabham-Ford    | 34   | Fysisk utmattning     | 9    |       |
| Bröt    | 27  | Gilles Villeneuve  | Ferrari         | 29   | Avåkning              | 2    |       |
| Bröt    | 8   | Niki Lauda         | McLaren-Ford    | 22   | Kollision             | 5    |       |
| Bröt    | 16  | René Arnoux        | Renault         | 21   | Kollision             | 4    |       |
| Bröt    | 5   | Carlos Reutemann   | Williams-Ford   | 21   | kollision             | 6    |       |
| Bröt    | 11  | Elio de Angelis    | Lotus-Ford      | 21   | Kollision             | 11   |       |
| Bröt    | 25  | Eddie Cheever      | Ligier-Matra    | 19   | Vattenläckage         | 26   |       |
| Bröt    | 23  | Bruno Giacomelli   | Alfa Romeo      | 16   | Koppling              | 16   |       |
| Bröt    | 26  | Jacques Laffite    | Ligier-Matra    | 15   | Chassi                | 24   |       |
| Bröt    | 22  | Andrea de Cesaris  | Alfa Romeo      | 14   | Chassi                | 10   |       |
| Bröt    | 33  | Derek Daly         | Theodore-Ford   | 12   | Avåkning              | 20   |       |
| Bröt    | 18  | Raul Boesel        | March-Ford      | 11   | Avåkning              | 17   |       |
| DNQ     | 36  | Teo Fabi           | Toleman-Hart    |      |                       |      |       |
| DNQ     | 29  | Brian Henton       | Arrows-Ford     |      |                       |      |       |
| DNQ     | 35  | Derek Warwick      | Toleman-Hart    |      |                       |      |       |
| DNQ     | 14  | Roberto Guerrero   | Ensign-Ford     |      |                       |      |       |
| DNPQ    | 32  | Riccardo Paletti   | Osella-Ford     |      |                       |      |       |
| Källor: |     |                    |                 |      |                       |      |       |

- ^a  – Piquets och Rosbergs bilar klarade till en början den obligatoriska vägningen efter loppet, men diskvalificerades 7 veckor efter. Detta efter att en protest från Ferrari angående sättet att väga bilarna på bifallits. Den vattentank som stallen påstods användas för att kyla bromsarna betraktades som en ballasttank som under loppet tömdes. Det gjorde att Piquets Brabham och Rosbergs Williams vägde cirka 25 kg under minsta tillåtna vikt vilket resulterade i snabbare varvtider. Dessa tankar fylldes efter loppet upp med nytt vatten och klarade således kontrollvägningen efteråt.[4]